# Буханов Віталій Степанович
Віталій Степанович Буханов (нар. 16 червня 1926, Біловське — пом. 24 листопада 1965, Бєлгород) — російський радянський поет; член Спілки письменників СРСР з 1962 року.

## Біографія
Народився 16 червня 1926 року в селі Біловському (нині Бєлгородський район Бєлгородської області, Росія) у сім'ї службовця, партійного працівника. Підлітком, у червні 1942 року, не встигнувши з родиною евакуюватись, перейшов лінію фронту. Працював у Саратові та Куйбишеві слюсарем, потім актором.18 квітня 1944 року був призваний до Червоної армії, брав участь у звільненні Білорусії та Польщі. Після закінчення війни служив зв'язківцем на Кавказі та на Сахаліні. Нагороджений медалями «За перемогу над Німеччиною» та «30 років Радянської Армії та Флоту».
Після демобілізації у 1948 році протягом 1948—1950 років навчався у середній школі № 35 міста Бєлгорода. З 1950 року продовжив навчання на філологічному факультеті Харківського державного університету, а у 1951 році перевівся до Літературного інституту імені Максима Горького у Москві, який закінчив у 1955 році.
З серпня 1955 року до березня 1956 року працював літературним співробітником відділу культури газети «Бєлгородська правда»; з квітня 1956 року по червень 1958 року — завідувачем відділу художньої літератури у Курському книжковому видавництві. З 1958 року повністю перейшов на літературну працю. Помер у Бєлгороді 24 листопада 1965 року. Похований у Бєлгороді на старому кладовищі (вулиця Попова).

## Творчість
Перші вірші «В Берлін!» були надруковані у фронтовій газеті «Червоний боєць» у листопаді 1944 року. У 1957 році в альманасі «Рідний край» (Калінін) була надрукована поема «Альошка — син солдата». Цього ж року у Харкові видано книгу «Сіверський Донець» — вірші та однойменна поема. 1958 року в Курському книжковому видавництві вийшла друга книга — «Круті береги», до якої увійшли три поеми. Надалі виходили збірки поезій «Степові квіти» (I960); «Сказання про білу голубку» (1963); «Земляки» (1964); «Зелені вітрила» (1966).